# رومان فولكوف
رومان فولكوف (بالروسية: Волков, Роман Леонидович)‏ (8 يناير 1987 بنوفوبولوتسك في روسيا البيضاء - ) هو لاعب كرة قدم بيلاروسي في مركز الهجوم. لعب مع غرانيت ميكاشيفيتشي ونادي بلشينا بوبرويسك ونادي سلافيا-موزير ونادي غوميل ونادي فيتيبسك ونادي مينسك ونادي نافتان نوفوبولوتسك وFC Isloch Minsk Raion ‏ وFC Volna Pinsk ‏ وFC SKVICh Minsk ‏.

## وصلات خارجية
- رومان فولكوف على موقع قاعدة بيانات كرة القدم.إي يو (الإنجليزية)
- رومان فولكوف على موقع Soccerway.com (الإنجليزية)